# Alemania Occidental en los Juegos Olímpicos de Seúl 1988
Alemania Occidental estuvo representada en los Juegos Olímpicos de Seúl 1988 por un total de 347 deportistas que compitieron en 24 deportes.  
El portador de la bandera en la ceremonia de apertura fue el jinete Reiner Klimke.

## Medallistas
El equipo olímpico alemán obtuvo las siguientes medallas:
| Nombre | Deporte             | Competición                     |
| --- | ------------------- | ------------------------------- |
| Oro |                     |                                 |
| Arnd Schmitt | Esgrima             | Espada ind. F                   |
| Anja Fichtel-Mauritz | Esgrima             | Florete ind. F                  |
| Sabine Bau Anja Fichtel-Mauritz Zita-Eva Funkenhauser Annette Klug Christiane Weber                                                            | Esgrima             | Florete por eqs. F              |
| Nicole Uphoff (Rembrandt) | Hípica              | Doma ind.                       |
| Reiner Klimke (Ahlerich 2) Ann-Kathrin Linsenhoff (Courage 10) Monica Theodorescu (Ganimedes) Nicole Uphoff (Rembrandt)                        | Hípica              | Doma por eqs.                   |
| Ludger Beerbaum (The Freak) Wolfgang Brinkmann (Pedro) Dirk Hafemeister (Orchidee 76) Franke Sloothaak (Walzerkonig 19)                        | Hípica              | Saltos por eqs.                 |
| Claus Erhorn (Justyn Thyme) Matthias Baumann (Shamrock 11) Thies Kaspareit (Sherry 42) Ralf Ehrenbrink (Uncle Todd)                            | Hípica              | Concurso completo por eqs.      |
| Michael Groß | Natación            | 200 m mariposa M                |
| Thomas Domian Armin Eichholz Manfred Klein Wolfgang Maennig Matthias Mellinghaus Thomas Möllenkamp Bahne Rabe Eckhardt Schultz Ansgar Wessling | Remo                | Ocho con timonel (M8+) M        |
| Steffi Graf | Tenis               | Individual F                    |
| Sylvia Sperber | Tiro                | Rifle en tres posiciones 50 m F |
| Plata |                     |                                 |
| Dieter Baumann | Atletismo           | 5000 m M                        |
| Bernd Gröne | Ciclismo en ruta    | Ruta ind. M                     |
| Jutta Niehaus | Ciclismo en ruta    | Ruta ind. F                     |
| Matthias Behr Thomas Endres Matthias Gey Ulrich Schreck Thorsten Weidner                                                                       | Esgrima             | Florete por eqs. M              |
| Elmar Borrmann Volker Fischer Thomas Gerull Alexander Pusch Arnd Schmitt                                                                       | Esgrima             | Espada por eqs. M               |
| Sabine Bau | Esgrima             | Florete ind. F                  |
| Manfred Nerlinger | Halterofilia        | +110 kg M                       |
| Equipo | Hockey sobre hierba | Torneo M                        |
| Frank Wieneke | Judo                | –78 kg M                        |
| Marc Meiling | Judo                | –95 kg M                        |
| Gerhard Himmel | Lucha grecorromana  | 100 kg M                        |
| Stefan Pfeiffer | Natación            | 1500 m libre M                  |
| Peter-Michael Kolbe | Remo                | Scull ind. (M1x) M              |
| Sylvia Sperber | Tiro                | Rifle de aire 10 m F            |
| Bronce |                     |                                 |
| Norbert Dobeleit Edgar Itt Ralf Lübke Jörg Vaihinger                                                                                           | Atletismo           | 4 × 400 m M                     |
| Rolf Danneberg | Atletismo           | Disco M                         |
| Claudia Zaczkiewicz | Atletismo           | 100 m vallas F                  |
| Reiner Gies | Boxeo               | Súperligero (63,5 kg) M         |
| Robert Lechner | Ciclismo en pista   | 1000 m contrarreloj M           |
| Christian Henn | Ciclismo en ruta    | Ruta ind. M                     |
| Zita-Eva Funkenhauser | Esgrima             | Florete ind. F                  |
| Equipo | Fútbol              | Torneo M                        |
| Peter Immesberger | Halterofilia        | 100 kg M                        |
| Martin Zawieja | Halterofilia        | +110 kg M                       |
| Karsten Huck (Nepomuk) | Hípica              | Saltos ind.                     |
| Thomas Fahrner Michael Groß Rainer Henkel Erik Hochstein                                                                                       | Natación            | 4 × 200 m M                     |
| Guido Grabow Volker Grabow Norbert Keßlau Jörg Puttlitz                                                                                        | Remo                | Cuatro sin timonel (M4-) M      |
| Steffi Graf Claudia Kohde-Kilsch | Tenis               | Dobles F                        |
| Johann Riederer | Tiro                | Rifle de aire 10 m M            |